# Beñat Txoperena
Beñat Txoperena Matxikote (Igantzi, 18 juli 1991) is een Spaans wielrenner die anno 2018 rijdt voor Euskadi Basque Country-Murias.

## Carrière
In juni 2013 werd Txoperena tweede in het nationale kampioenschap op de weg voor beloften. Een maand later werd hij zesde in het eindklassement van de Ronde van Madrid voor beloften. In 2014 werd hij, in dienst van Euskadi, onder meer achtste in het eindklassement van de Tour des Pays de Savoie.
In juni 2017 kwam Txoperena dicht bij zijn eerste profoverwinning toen hij derde werd in het eindklassement van de Ronde van Cova da Beira. Omdat zijn ploeg in 2018 een stap hogerop deed werd Txoperena dat jaar prof.

## Ploegen
- 2014 –  Euskadi
- 2015 –  Murias Taldea
- 2016 –  Euskadi Basque Country-Murias
- 2017 –  Euskadi Basque Country-Murias
- 2018 –  Euskadi Basque Country-Murias

Aberasturi · Aristi · Barbero · Etxeberria · Iturria · Larrinaga · Lechuga · Mínguez · Orbe · Txoperena · Zuazubiskar · Irisarri (stagiair) · San Sebastián (stagiair)
Bagües · Barrenetxea · Bizkarra · Bravo · Estévez · García · González · Insausti · Intziarte · Lizarralde · Orbe · Txoperena · Aranburu (stagiair)
Aranburu · Bagües · Barrenetxea · Bizkarra · Bravo · Estévez · Ad. González · Ai. González · Insausti · Iturria · Lizarralde · Olaberria · Txoperena · Udondo · Irizar (stagiair) · Rodríguez (stagiair)
Bagües · Barrenetxea · Bizkarra · Bravo · Estévez · Ad. González · Ai. González · Irizar · Iturria · Lizarralde · Olaberria · Rodríguez · Txoperena · Udondo · Barthe (stagiair) · Juaristi (stagiair)
Aberasturi · Aristi · Bagües · Barceló · Barrenetxea · Barthe · Bizkarra · Bravo · González · Irizar · Iturria · Loubet · Prades · Ó. Rodríguez · S. Rodríguez · Sáez · Samitier · Sanz · Txoperena · Udondo